# Tobrilus fortis
Tobrilus fortis is een rondwormensoort uit de familie van de Tobrilidae. De wetenschappelijke naam van de soort is voor het eerst geldig gepubliceerd in 1972 door Tsalolikhin.